# シケリトール
シケリトール(Ciceritol)はシクリトールの一種であり、ピニトールのジガラクトシドである。ヒヨコマメ、レンズマメ、シロバナハウチワマメの種子等から単離することができる。